# Fédération communiste libertaire (1953-1957)
Pour les articles homonymes, voir Fédération communiste libertaire et FCL.
La Fédération communiste libertaire ou FCL, était une organisation communiste libertaire française active de 1953 à 1957.
Elle est issue de la transformation de la Fédération anarchiste dite « de 1945 » en une organisation ouvertement communiste libertaire et d'inspiration plateformiste, accentuant le travail syndical et la lutte anticolonialiste.

## Historique

### Origine

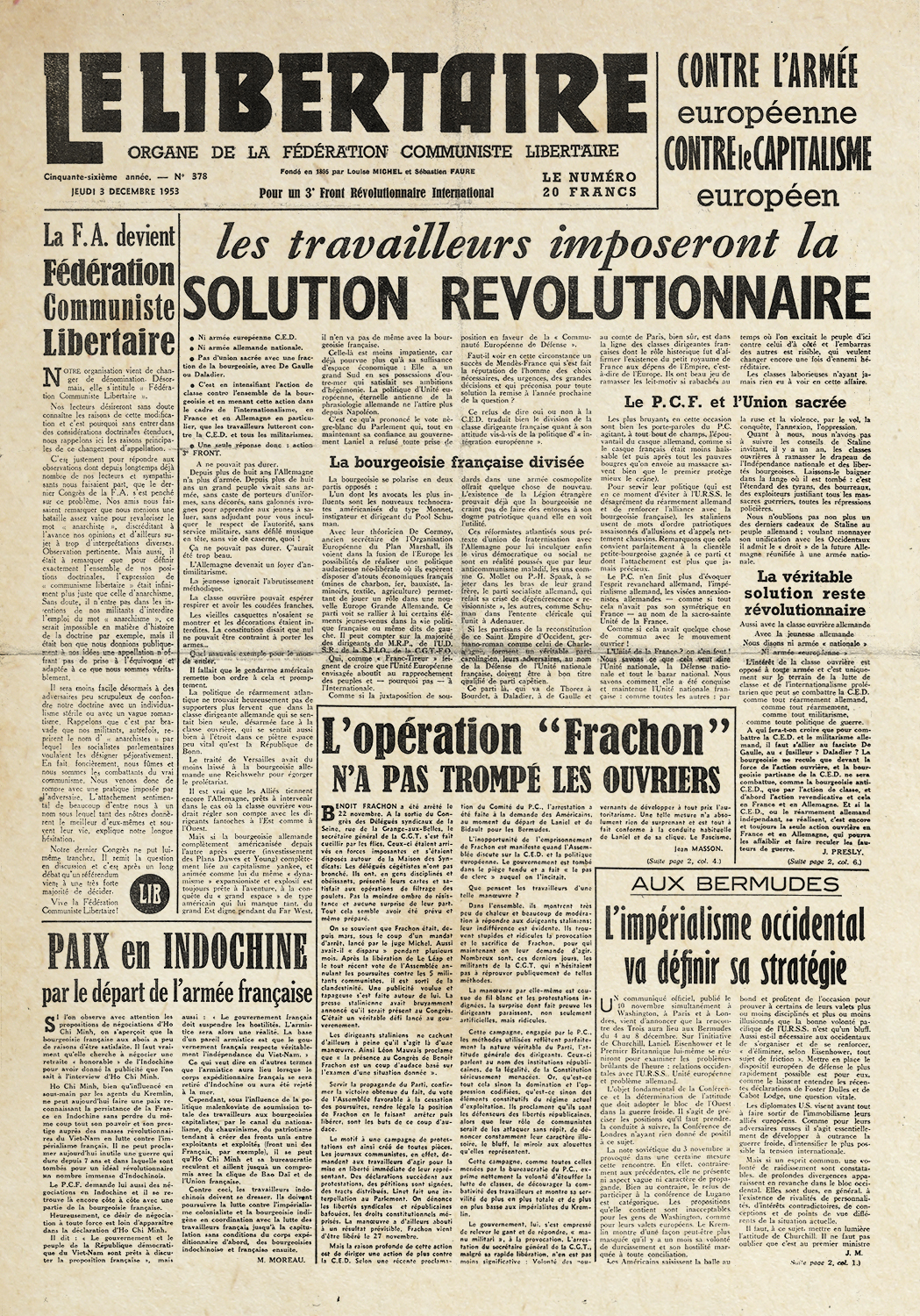
Le Libertaire du 3 décembre 1953 mentionne, pour la première fois, « organe de la FCL ».

En 1945, après la Seconde Guerre mondiale, dans un souci de rassembler les militants anarchistes dispersés durant la guerre, la Fédération anarchiste (FA) se construit afin de tous les réunir dans une même structure.
Mais ce choix d'une synthèse anarchiste est contesté et des militants communiste-libertaires favorables à une unité théorique et une plus grande discipline au sein de l'organisation s'attèlent à la remodeler dans cette perspective. Certains, au sein de la tendance clandestine Organisation Pensée Bataille (OPB), cherchent à former une fraction communiste libertaire. Il s'agit de prendre le contrôle de la FA pour en faire une organisation disciplinée, matérialiste, avec une analyse marxienne du capitalisme, une ligne politique unique et qui défend le syndicalisme et les luttes sociales.
Lors de son congrès de Paris du 23 au 25 mai 1953, l'orientation communiste libertaire plateformiste (porté par Georges Fontenis et l'OPB) et l'orientation anarchiste synthésiste (porté par Maurice Joyeux) s'opposent. La première l'emporte et change ainsi l'organisation en profondeur. La futur FCL adopte alors le drapeau rouge et noir et le Manifeste du communisme libertaire qui s'oppose autant à l’extrémisme individualiste qu’au bolchevisme, et qui prône la constitution d’une avant-garde implantée au sein des syndicats et autres organisations de masse. Il est destiné à séduire l'aile gauche du parti communiste français.
Lors de ce congrès furent élus aux postes de responsabilité de l'organisation Roger Caron (Secrétaire Général), Gilbert Blanchet, René Lustre, André Moine (propagande), Jean Laulla et Michel Donnet (relations extérieures).
Maurice Joyeux, opposant à la dérive de Fontenis et de la FCL, démasque, document à l'appui, un indicateur de police.
À partir de ce moment, les individus et tendances individualistes et synthésistes de la FA sont exclus car non compatibles avec la nouvelle ligne communiste de l'organisation. Cependant, il faut attendre six mois de plus pour que la fédération change de nom. En décembre 1953, à l'issue d'un référendum, le nom FCL fut choisi. Par un vote majoritaire de 71 mandats contre 61 (les autres noms proposés étant « Parti communiste anarchiste » et « Parti communiste libertaire »).
Les anarchistes synthésistes, les anarchistes individualistes et des opposants vont alors créer une nouvelle Fédération anarchiste en 1954 et crée le journal Le Monde libertaire, l'organe de presse de la première FA Le libertaire étant gardé par la FCL. Ils resteront également fidèle au drapeau noir.

### Les premières années de l'organisation
En août 1953 (alors que l'organisation se nommait encore FA), ses militants prirent part aux grands mouvements de grève en défense des retraites. Selon les secteurs professionnels, on les retrouve dans la CGT, FO, la FEN et parfois la CNT.
Courant 1954 fut fondée avec des organisations espagnole, italienne et algérienne, une Internationale communiste libertaire (ICL), ce qui provoque la fin des relations de la FCL avec l'Internationale des fédérations anarchistes. L'ICL ne survivra pas au démantèlement de la FCL quelques années plus tard.
En août 1955, la FCL était présente lors des grèves insurrectionnelles à Nantes, où elle distribua 10 000 exemplaires d'une édition spéciale du Libertaire.

### LaGuerre d'Algérie

#### L'engagement de la FCL dans la lutte anticoloniale

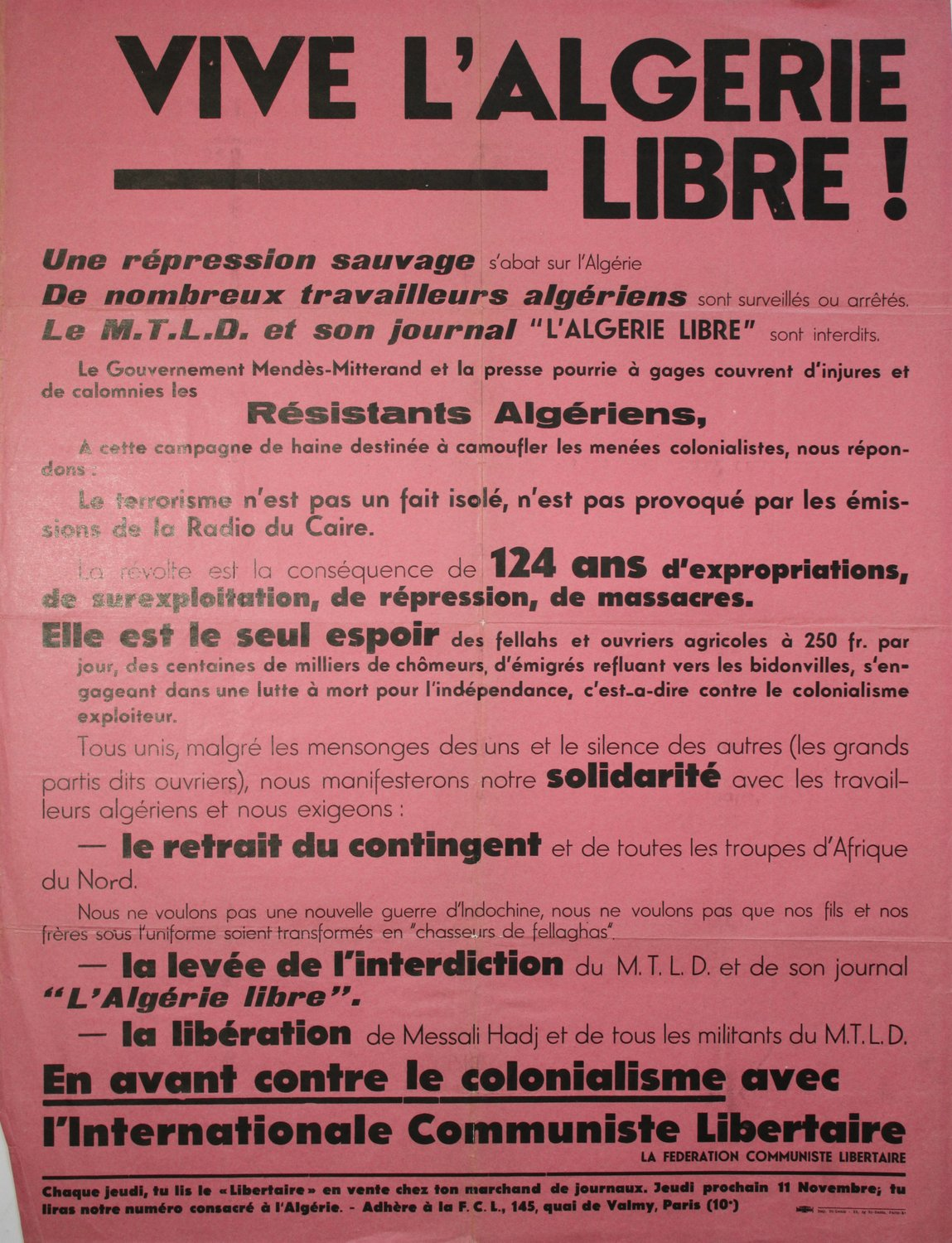
Affiche de la FCL placardée sur les murs de Paris au lendemain de l'insurrection algérienne de novembre 1954.

En novembre 1954, au lendemain de la «Toussaint rouge», la FCL s'engagea dans le soutien aux indépendantistes algériens. D'abord en collant sur les murs de Paris des centaines d'affiches avec l'ICL « Vive l'Algérie libre », puis dans leur journal avec des articles soutenant l'insurrection ce répétant dans chaque numéro du Libertaire,,.

 Avec le Parti Communiste Internationaliste (PCI) majoritaire, lié au Mouvement National Algérien (MNA), des socialistes de gauche et certains militants en dissidence du Parti communiste français. La FCL, liée au Mouvement Libertaire Nord Africain (MLNA), initia alors un Comité de lutte contre la répression colonialiste, d’abord centrés sur Messali Hadj avant de s’étendre aux syndicalistes algériens. Cette lutte commune anti impérialiste recevra le soutien d’André Breton, ainsi que d'André Marty, député de Paris, qui venait d'être exclu du PCF, envoya une lettre de soutien qui fut publiée dans Le Libertaire. Mais elle mènera également l'État français à engager la répression judiciaire et policière, toujours en novembre, Le Libertaire est alors saisi pour atteinte à la sûreté de l’État et des militants parisiens de la FCL sont poursuivis et condamnés à de lourdes amendes,,.

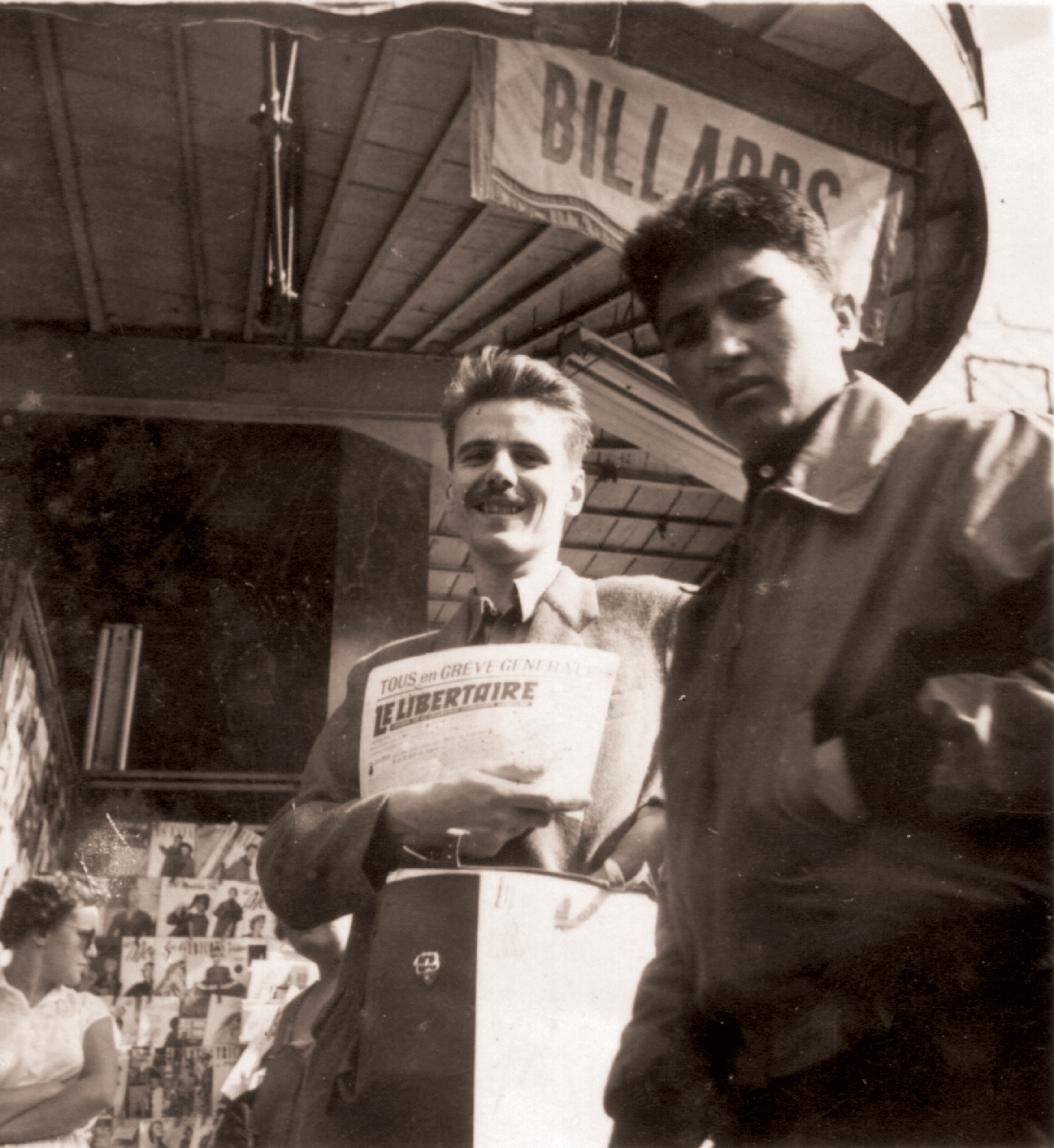
Vente du Libertaire à Paris, Belleville, en 1955. Paul Philippe et un camarade algérien (non identifié), militants de la Fédération communiste libertaire.

En mai 1955, le premier militant français incarcéré pour son soutien à la cause algérienne était un ouvrier communiste libertaire, membre de la FCL : Pierre Morain. Il fut condamné à un an de prison ferme, qu’il fera.
En juin 1955, à l'initiative de la FCL le Comité de lutte contre la répression colonialiste est dissout. Fontenis se plaignant de l’attitude du PCI qui empêchait le contact avec Messali Hadj. La FCL fonde alors un Mouvement de lutte anticolonialiste (MLA), qui ressemble des anarchistes, des trotskystes et des militants appartenant à ce qui deviendra par la suite la “Nouvelle Gauche”.
Durant toute cette période, la FCL, qui estiment que les partisans de Messali sont à la tête des maquis de l’Armée de libération nationale (ALN), relaie dans Le Libertaire, les communiqués du MNA et lui apporte un soutien critique, elle mettra également à disposition leur local à son organisation métropolitaine pour des réunions clandestines et leur offre un soutien matériel.
En Algérie, le MLNA, toujours lié à la FCL par l'ICL, diffuse des tracts du MNA et ce charge du transport de dirigeants nationalistes. Paul Philippe, militant de la FCL, fut d'ailleurs chargé par le MNA de fournir aux maquisards des écussons portant les couleurs algériennes avec le sigle de l’ALN.

#### Le passage à la clandestinité

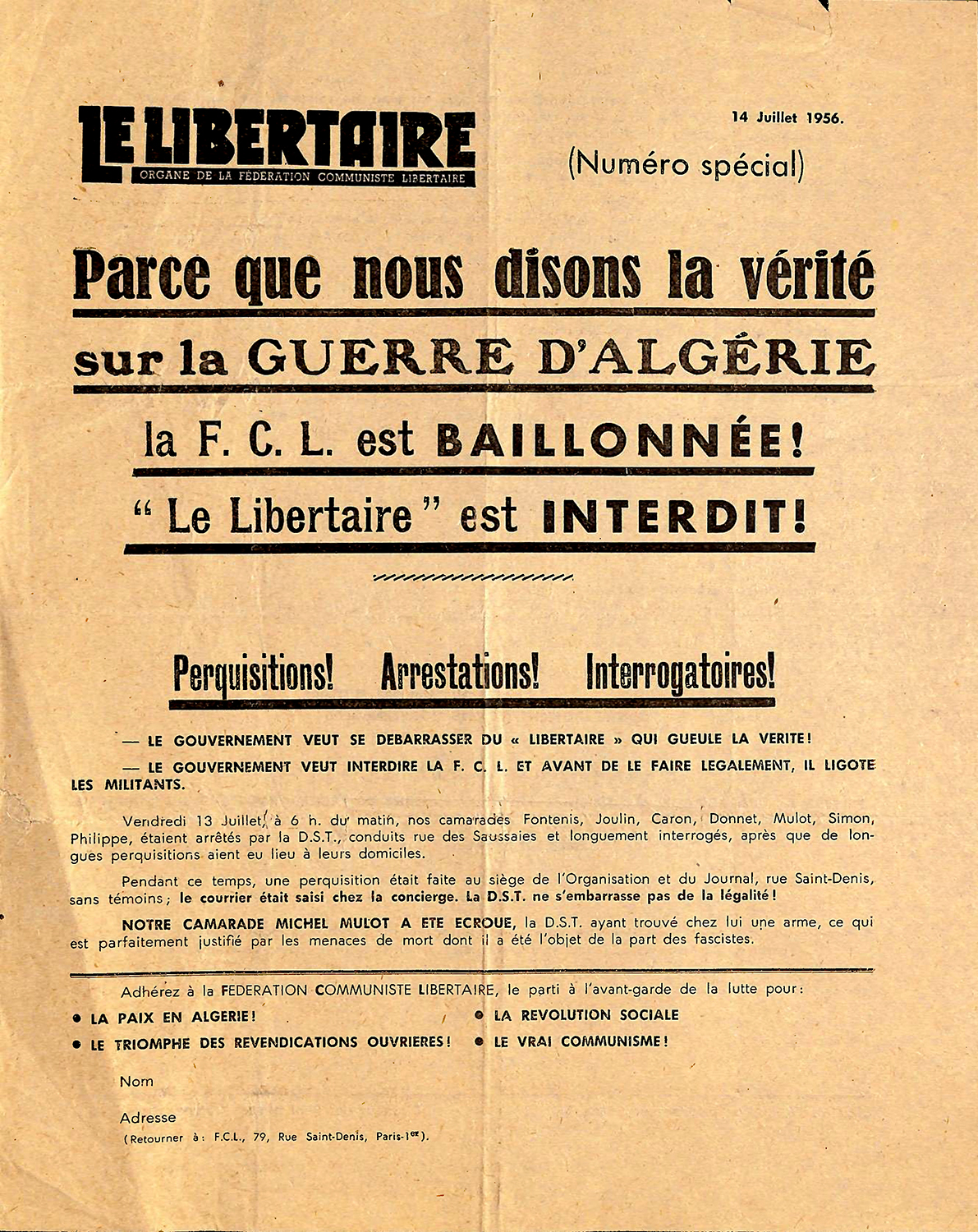
Le Libertaire du 14 juillet 1956, ultime numéro de l'hebdomadaire de la FCL, étranglée par la répression, sur un simple recto-verso.

Rapidement la police française entreprend de liquider le MLNA puis la FCL. Ce qui mène à ce que progressivement l'organisation suspende ces activités, jusqu'à ce que en juillet 1956, Le Libertaire, étranglé par les condamnations, les dettes, la censure et les saisies de la police, cesse de paraître, malgré la publication d'une publicité pour des montres, tandis que leur soutien tourne au profit du FLN.
Une partie des militants les plus en vue de la Fédération (Georges Fontenis, Pierre Morain, Paul Philippe, Léandre Valéro) passèrent alors à la clandestinité pour échapper aux poursuites construisent un réseau de solidarité de la FCL pour soutenir leur cavale,. Ils éditèrent en mars 1957 un unique numéro d’un bulletin, La Volonté du peuple, composé et imprimer par Paul Philippe et qui fut tiré entre 1000 et 2000 exemplaires, pour être distribué à la sauvette.
Finalement pendant l'été 1957, la Direction de la surveillance du territoire (DST) retrouve les groupes clandestin de la FCL et arrête et interroge ces principaux dirigeants, comme Georges Fontenis qui fut attrapé en juillet 1957.

### La passade électoraliste

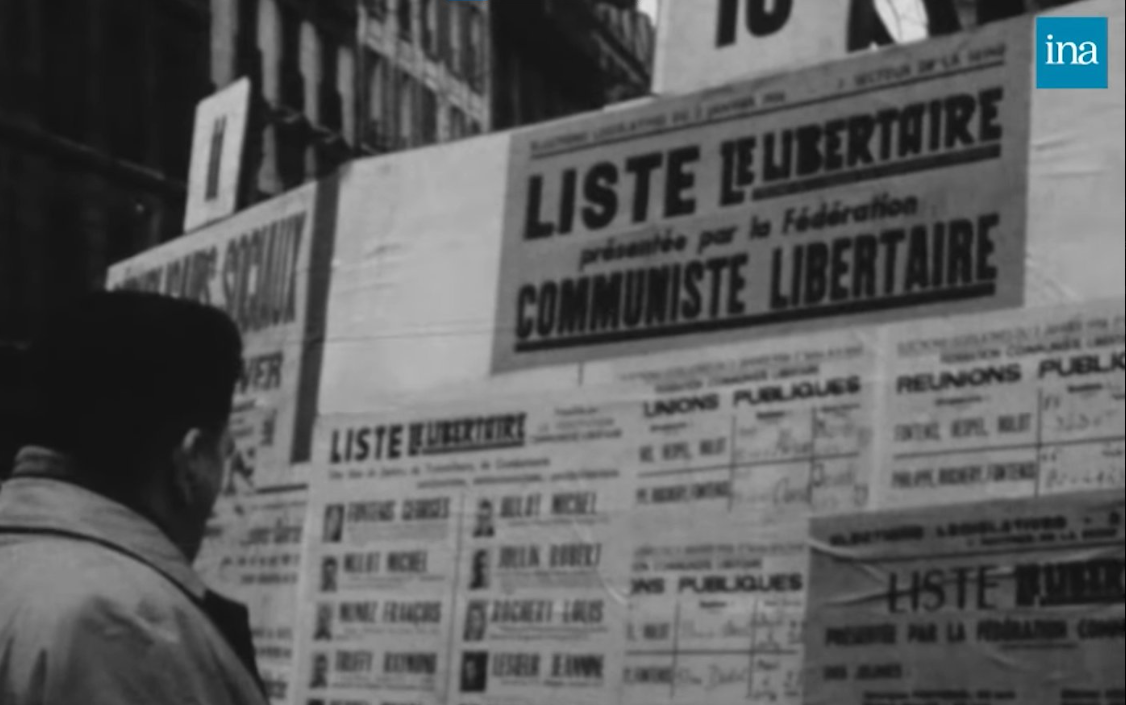
Affiche et candidats de la liste de la FCL au élections législative de 1956

En décembre 1955, la FCL décide de présenter des « candidats révolutionnaires » aux Élections législatives françaises de 1956. L'ambition est de se servir de ces élections comme d'une tribune. Sa liste, à Paris 13e, obtient un score dérisoire, et Georges Fontenis considera par la suite cette tentative électoraliste comme « une erreur quelque peu ridicule », qui entraîne la scission de plusieurs groupes actifs. Ces scissionnistes forment ensuite les Groupes anarchistes d'action révolutionnaire (GAAR).
Cet épisode vaut à la FCL une mauvaise réputation dans le mouvement anarchiste international. Il accentue la baisse de ses effectifs et n'enraye pas le déclin du lectorat du Libertaire (qui, avec un tirage à 5 000 exemplaires, est désormais loin des 40 000 qu'il avait atteint à la fin des années 1940 .

### La fin de la FCL
La FCL subit durement son engagement contre la guerre coloniale en Algérie. Entre les saisies du journal et les condamnations de ses militants qui s'élèvent à 24 000 nouveaux francs et 40 000 nouveaux francs pour Fontenis, la répression met à terre l'organisation. Et à l'été 1957, lorsque la DST arrête les derniers militants en cavale ou en clandestinité, la FCL s'éteint pour de bon. Certains rescapés poursuivent néanmoins la lutte mais au sein de La Voie communiste , regroupement d'extrême gauche anticolonialiste, engagé dans le soutien aux indépendantistes algériens.
Alternative libertaire se reconnut, dans une certaine mesure, dans l'héritage de la FCL.

## Souvenirs
En 1990, dans ses mémoires L'Autre communisme, histoire subversive du mouvement libertaire, Georges Fontenis revient sur l'OPB, il y déclare que l'OPB n'eut finalement pas une si grande influence sur la victoire de l'orientation communiste libertaire : « Même sans l'appareil de l'OPB, la tendance communiste libertaire devait l'emporter, à Bordeaux en 1952, à Paris en 1953, renvoyant au sous-sol du bazar fin de siècle la phraséologie des "girondins". Il est évident en tout cas que l'OPB ne fut rien d'autre qu'une sorte d'état-major restreint de par la volonté même des militants du courant en question, tous ne s'estimant pas aptes, nous le répétons, à consentir tous les efforts et la discipline de travail que suppose l'appartenance stricte à l'OPB ». Il ajoute, en réponse au groupe Kronstadt : « La révélation de l'existence de l'OPB, en 1954, ne sera qu'un fait divers dont se saisiront les partisans de l'immobilisme [...] pour cibler leurs attaques ». Lors du congrès de Bordeaux en 1952, puis de Paris en 1953, les positions défendues par l’OPB avaient été approuvées par la majorité de la FA, sans aucun trucage.

## Controverses
Au sein du milieu anarchiste, des accusations sont portées contre l'OPB et donc sur la création de la FCL. Le Mémorandum du groupe Kronstadt, groupe qui a activement participé à l'OPB et qui a quitté ou a été exclus de la FCL, dénonce les méthodes de la tendance comme relevant de l'entrisme et du noyautage,. La FCL est également accusé d'avoir des pratiques autoritaires, léninistes, avant-gardistes et trotskistes.
Pour Christian Lagant, l'éditeur de la revue Noir et rouge, la FCL était devenu un « parti plus trotskiste que libertaire qui devait se suicider politiquement après le summum de la participation aux élections législatives de 1956 ». Jacques Guigou et Jacques Wajnsztejn notent que les membres de Noir et rouge « s’élevaient contre la déviation léniniste de la FCL »
Maurice Joyeux, se définissant lui-même comme communiste libertaire, dénie ce terme (de communiste libertaire) à cette aventure.

## Document
- Le Mémorandum du groupe Kronstadt, 57 p., texte intégral.
- Manifeste du communisme libertaire, Problèmes essentiels, 1953, Éditions L, 1985, éd. Alternative libertaire, 2022, texte intégral.
- 1954-1962, L'insurrection algérienne et les communistes libertaires, éd. Alternative libertaire, 2006.
- Georges Fontenis, Changer le monde : histoire du mouvement communiste libertaire, 1945-1997, Éditions Le Coquelicot/Alternative libertaire, 2000.

## Notices
- Notices d'autorité :   - VIAF
  - BnF (données)
  - IdRef
  - Catalogne